# ソニー・カルチャーエンタテインメント
株式会社ソニー・カルチャーエンタテインメント（SCU、Sony Culture Entertainment Inc.）は、かつて存在したソニーグループの非音楽系事業統括会社（中間持株会社）。2003年にソニー・ミュージックエンタテインメント（SME）からSMEレコーズとともに分割設立されたが、2006年に同社に吸収合併されて再び一体となっている。略称がSCEでなくSCUなのは既存のソニー・コンピュータエンタテインメント（Sony Computer Entertainment）との重複を避けるためである。
傘下にはメディア・アニメ・キャラクター・ダイレクトマーケティング・コスメティック等の非音楽系事業の各社があった。

## 会社概要
- 商号　株式会社ソニー・カルチャーエンタテインメント
- 本社所在地　東京都千代田区六番町4番地5
- 旧法人設立　2003年4月1日
- 新法人設立　2006年5月17日
- 事業内容　株式保有による傘下会社の経営・管理
- 代表者　代表取締役コーポレイト・エグゼクティブ社長 畑 享（2005年5月1日現在）
- 資本金　1億円
- 株主　ソニー株式会社

## 沿革
- 2003年4月1日 - 前身の株式会社ソニー・ミュージックエンタテインメントの会社分割で、非音楽系事業の統括会社の株式会社ソニー・カルチャーエンタテインメントが設立。
- 2006年5月17日 - リテール事業を独立させるソニーグループの方針により、株式会社ソニー・カルチャーエンタテインメントは株式会社エスシーユーに商号変更した後、会社分割によりリテール系事業（株式会社スタイリングライフ・ホールディングス）とリテール系以外の事業統括会社（新・株式会社ソニー・カルチャーエンタテインメント）の子会社2社を設立。その後、株式会社エスシーユーは親会社のソニー株式会社に吸収合併された。
- 2006年12月1日 - ソニー・ミュージックエンタテインメントに吸収合併され、消滅。

## グループ会社

### リテール事業以外
新・株式会社ソニー・カルチャーエンタテインメント傘下
- ソニー・クリエイティブプロダクツ
- ソニー・マガジンズ（現：エムオン・エンタテインメント）
- アニプレックス
- ドリームランチ
- ライフネオ
- クリップゲート
- ミュージック・オン・ティーヴィ（現：エムオン・エンタテインメント）
- ホールネットワーク（現：Zeppホールネットワーク）
- ソニー・ミュージックアクシス

### リテール事業
日興プリンシパル・インベストメンツ株式会社の新設子会社・株式会社スタイリングライフ・ホールディングス傘下
- 株式会社ライトアップショッピングクラブ （旧ソニー・ファミリークラブ、2006年5月1日商号変更）
- 株式会社B&Cラボラトリーズ（旧ソニーシーピーラボラトリーズ、2006年1月1日商号変更）
  - 株式会社CPコスメティクス（2006年1月4日に株式会社B&Cラボラトリーズから新設分割）
- 株式会社ライフネオ

以下はリテール事業群として上記4社とともに独立したほかのソニーグループ企業
- プラザスタイル 株式会社（旧ソニープラザ、2006年5月1日商号変更）
- マキシム・ド・パリ株式会社（2015年営業終了・同年中に清算完了）

ソニーからの独立については、「スタイリングライフグループ」を参照のこと。